# Shane McMahon
Shane Brandon McMahon (ur. 15 stycznia 1970 w Gaithersburgu) – amerykański biznesmen i profesjonalny wrestler, były mniejszościowy właściciel WWE i wiceprezes YOU On Demand.
Jego rodzicami są Vince McMahon (właściciel WWE) i Linda McMahon. Jest przedstawicielem czwartego pokolenia w rodzinie McMahonów. Zaczął pracować w WWE w wieku 15 lat, jako posłaniec. W kolejnych latach był sędzią, producentem, konferansjerem; piastował stanowisko wiceprezydenta do spraw globalnych mediów.
Jako wrestler zdobył tytuły European Championship oraz Hardcore Championship, a także brał udział w walkach wieczoru na galach pay-per-view.
1 stycznia 2010 odszedł z WWE. Pod koniec tego samego roku został dyrektorem naczelnym korporacji You On Demand. Niespełna trzy lata później zrezygnował z tej posady, lecz pozostał wiceprezesem w firmie. W lutym 2016 roku powrócił do WWE.

## Kariera w profesjonalnym wrestlingu

### World Wrestling Federation/Entertainment/WWE
Karierę w telewizji rozpoczął w 1989 roku występując jako sędzia pod przybranym pseudonimem Shane Stevens, na Survivor Series. Jako sędzia wystąpił również podczas Royal Rumble matchu w 1991 roku.
Na początku 1998 roku McMahon zaczął pojawiać się regularnie w telewizji; był wśród pracowników WWF, którzy negocjowali z Mikiem Tysonem pojawienie się na WrestleManii. Od połowy 1998, McMahon był komentatorem na tygodniówce Sunday Night Heat wraz z Jimem Cornettem i Kevinem Kellym; razem z Jerrym Lawlerem był komentatorem w grze WWF Attitude. Na tygodniówce Raw is War sprzeciwił się żądaniom swojego ojca i przywrócił zwolnionego Steve’a Austina do WWF.
Odgrywał jedną z ważniejszych postaci podczas rywalizacji swojego ojca Vince’a z Stone Cold Stevem Austinem. Na gali Survivor Series, Shane stał się heelem i został oficjalnym członkiem ugrupowania The Corporation.

#### The Corporation (1998-2000)

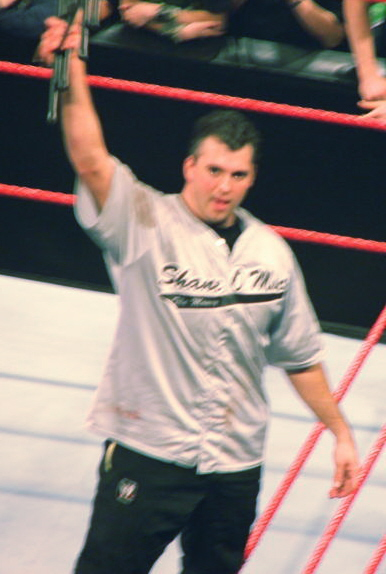
Shane w ringu na tygodniówce Raw is War

W lutym 1999, McMahon zdobył tytuł European Championship w walce z X-Pacem. W walce rewanżowej na WrestleManii XV McMahon obronił mistrzostwo przy pomocy przyjaciół z grupy Mean Street Posse i byłego rywala Triple H. Po walce, McMahon zawiesił mistrzostwo. Trzy miesiące później dobrowolnie oddał pas Mideonowi.
Po WrestleManii Shane przejął kontrolę nad Corporation. Rywalizował z ojcem i jego ugrupowaniem The Union. W pilotażowym odcinku tygodniówki SmackDown!, Shane połączył siły z The Undertakerem i jego grupą Ministry of Darkness, tworząc stajnię Corporate Ministry. Ostatecznie, Vince ujawnił się jako twórca Corporate Ministry, a jego face turn był jedynie powodem by odebrać tytuł WWF Championship Austinowi. Shane i Vince zmierzyli się z Austinem w Ladder matchu na gali King of the Ring o prawo własności do WWF. Wygrali walkę i przejęli kontrolę nad WWF.
Shane rozpoczął rywalizację z Testem, scenariuszowym chłopakiem Stephanie McMahon, siostry Shane’a. Shane zmierzył się z Testem w „Love Her or Leave Her” matchu na SummerSlam. Test wygrał pojedynek i od tej pory mógł bez przeszkód widywać się ze Stephanie.
Po kilkumiesięcznej przerwie, Shane pojawił się na WrestleManii 2000 jako manager Big Showa; wkrótce później wygrał z nim walkę na gali Jugdment Day.
Przez kolejne miesiące, McMahon menedżerował innym antagonistom, głównie Chrisowi Benoit w jego rywalizacji o WWF Championship z The Rockiem. Z pomocą Edge’a i Christiana zdobył tytuł Hardcore Championship w walce ze Stevem Blackmanem. Po rewanżowej walce na SummerSlam utracił tytuł. Podczas owej walki, wspiął się na scenografię gali, uciekając przed Blackmanem; ten podążył za nim i zrzucił go z wysokości 12 metrów.

#### The Alliance (2001−2002)
W 2001, Shane po raz trzeci stał się pozytywnym bohaterem, kiedy to znowu zaczął rywalizować ze swoim ojcem, Vince’em. Powodem rozpoczęcia feudu był romans Vince’a z Trish Stratus. Kiedy World Championship Wrestling (WCW) zbankrutowało i zostało zakupione przez World Wrestling Federation, Vince chciał zmusić Teda Turnera do podpisania kontraktu na WrestleManii X-Seven. Jednakże okazało się, że to Shane zakupił WCW i to on stał się nowym właścicielem federacji. Młody McMahon pokonał Vince’a na WrestleManii w walce Street Fight. Na gali Backlash, McMahon pokonał Big Showa w Last Man Standing matchu. McMahon wykonał ruch Leap of Faith (Diving elbow drop) z dużej wysokości, nokautując siebie i Showa. Test pomógł McMahonowi wstać przed wyliczeniem, dzięki czemu Shane wygrał walkę.
McMahon rozpoczął feud z Kurtem Angle. Punktem kulminacyjnym rywalizacji była wygrana przez Angle'a brutalna walka na gali King of the Ring. McMahon zaczął wprowadzać do federacji wrestlerów WCW, którzy mieli rywalizować z wrestlerami WWF. Shane ponownie stał się heelem, łącząc siły z Paulem Heymanem i jego wrestlerami z Extreme Championship Wrestling, a także nową właścicielką ECW – Stephanie McMahon-Helmsley. Wspólnie utworzyli grupę „The Alliance”, a ich celem było zlikwidowanie WWF. Ostatecznie, The Invasion zakończyło się na gali Survivor Series w walce decydującej o tym, kto otzyma kontrolę. Drużyna The Alliance przegrała z drużyną WWF. Następnej nocy na Raw, Vince publicznie zwolnił Shane’a i Stephanie; Shane honorowo przyjął przegraną, zaś Stephanie nie mogła się pogodzić z decyzją ojca i została wyrzucona z areny.

#### Sporadyczne występy (2003-2005)

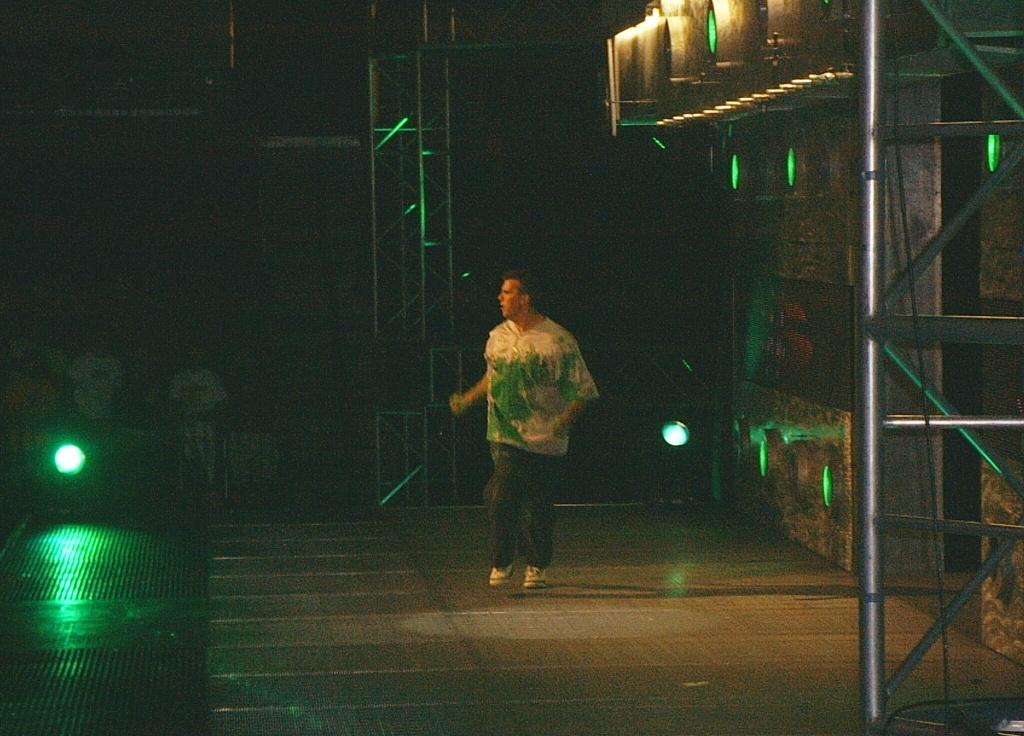
Shane wykonujący swój taniec podczas wejściówki

McMahon pojawił się po raz pierwszy od dwóch lat na odcinku tygodniówki SmackDown!, tuż przed WrestleManią XIX. Po raz kolejny stał się pozytywnym zawodnikiem w lecie 2003, kiedy to wziął udział w rywalizacji z prowokującym Lindę McMahon Erikiem Bischoffem. Pokonał Bischoffa na gali SummerSlam. McMahon rozpoczął rywalizację z Kanem; przegrał Last Man Standing match na Unforgiven, a także pierwszy w historii Ambulance match na Survivor Series.
Po Survivor Series, McMahon opuścił Raw by skupić się na sprawach kreatywnych federacji i jego rodzinie. McMahon pojawił się na początku WrestleManii XX wraz z Vince’em i swoim nowonarodzonym synem, Declanem. Pojawił się też na specjalnym 3-godzinnym odcinku Raw nazwanym WWE Homecoming; tej nocy wszyscy czterej członkowie rodziny McMahon otrzymali Stone Cold Stunner od Stone Cold Steve’a Austina.

#### Rywalizacja z DX i Bobbym Lashleyem (2006-2007)

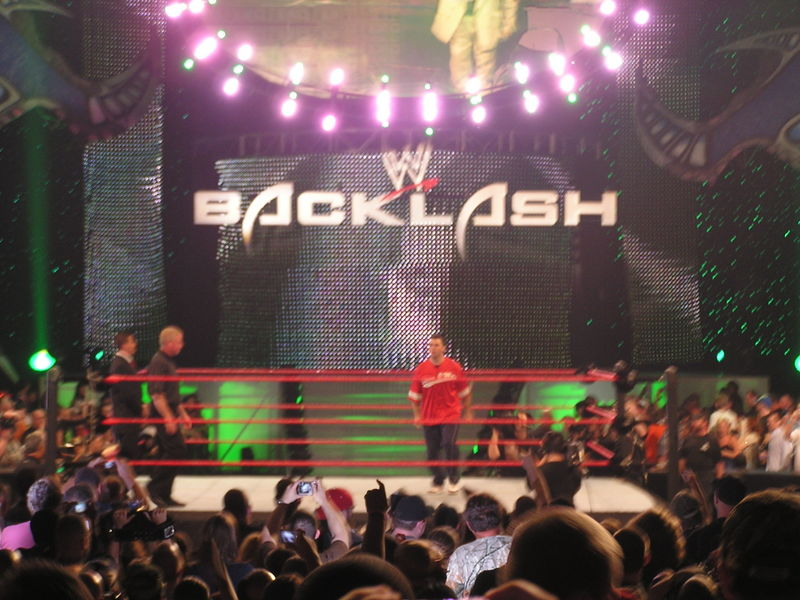
Shane w ringu na gali Backlash w 2007

W 2006 Shane McMahon został obsadzony w roli bohatera negatywnego. Podczas gali Royal Rumble 2006 Shane i Vince McMahonowie rozpoczęli rywalizację z Shawnem Michaelsem. Młodszy z McMahonów wyeliminował Michaelsa poprzez wyrzucenie go nad górną liną, choć sam nie uczestniczył w walce; atakował Michaelsa również podczas jego kolejnych walk. Ostatecznie zawodnicy stanęli przeciwko sobie w Street Fightcie na gali Saturday Night’s Main Event XXXII. Shane zwyciężył przypinając swojego przeciwnika.
Po WrestleManii 22, rywalizacja McMahonów z Michaelsem nabrała motywu religijnego. Vince oznajmił, iż zwycięstwo Michaelsa na WrestleManii było rezultatem „boskiej interwencji”. Zapowiedział walkę pomiędzy nim i Shane’em a Michaelsem i rzekomym „Bogiem” na Backlash. Shane wraz z ojcem pokonał Michaelsa i „Boga” z pomocą Spirit Squad.
Do rywalizacji dołączył Triple H, miał on pomóc pozbyć się Michaelsa. Ostatecznie, zirytowany Triple H zaatakował Shane’a swoim młotem, przez co Shane wziął przerwę od występów w ringu. Vince i Shane postanowili zemścić się na Triple H; rozpoczęli feud ze zreformowaną grupą D-Generation X. Na SummerSlam, McMahonowie zostali pokonani przez DX. Miesiąc później na Unforgiven, McMahonowie i ECW World Heavyweight Champion Big Show zawalczyli z DX w Hell in a Cell matchu; DX wyszło zwycięsko z tej walki.

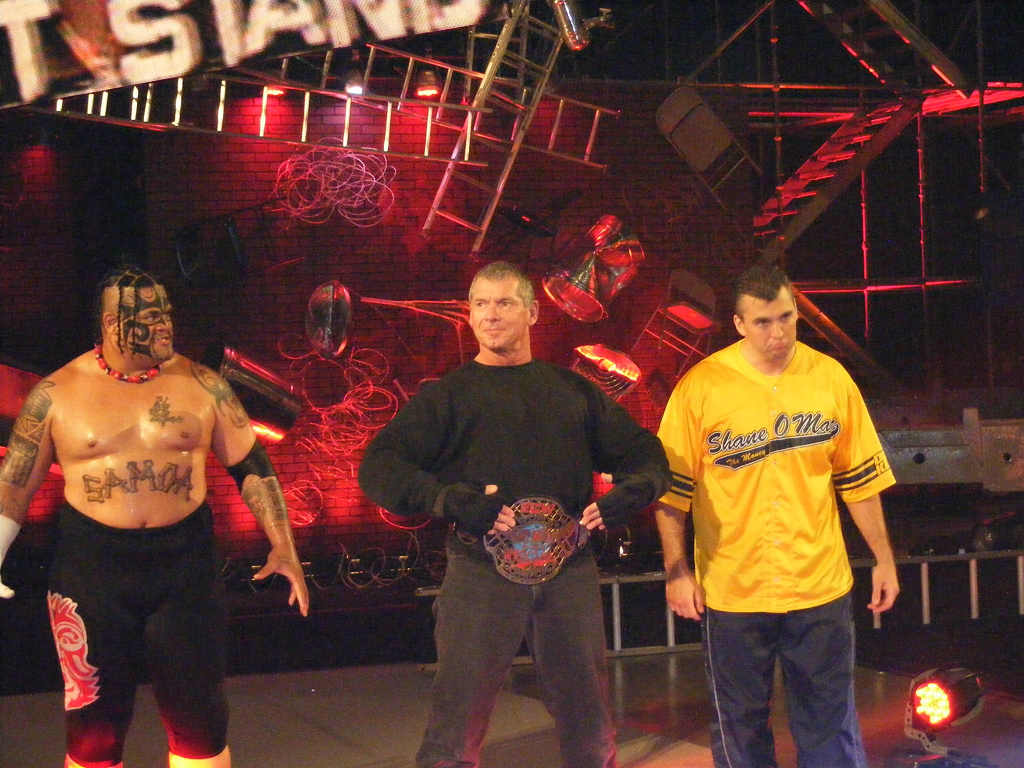
Umaga, Vince i Shane McMahon wchodzący do ringu na One Night Stand

5 marca na Raw, McMahon powrócił by poinformować Vince’a, że będzie sędzią specjalnym pojedynku „Battle of the Billionaires”. Ostatecznie sędzią specjalnym został nie Shane, a wieloletni rywal rodziny McMahon, Stone Cold Steve Austin. Shane próbował interweniować w „Battle of the Billionaires” na WrestleManii 23, lecz został powstrzymany przez Austina. 9 kwietnia Shane dołączył do feudu Vince/Umaga/Lashley; zawalczył z Lashleyem o ECW World Championship w Title vs. Hair matchu. Walka zakończyła się dyskwalifikacją, a po niej Umaga, Vince i Shane zaatakowali Lashleya. Na Backlash Shane wraz z Vince’em i Umagą pokonali Lashleya w Handicap matchu o ECW World Championship. Vince zdobył przypięcie, przez co to on stał się nowym mistrzem. Na Judgment Day, Lashley jeszcze raz zawalczył o tytuł z Shane’em, Vince’em i Umagą. Tym razem Lashley wygrał walkę, lecz przypiął Shane’a, więc Vince utrzymał mistrzostwo. Na One Night Stand, Lashley odzyskał mistrzostwo w walce z Vince’em, pomimo prób interwencji Shane’a i Umagi.
3 września na Raw, Shane wraz z Lindą i Stephanie pojawili się by przedyskutować sprawę nieślubnego syna Vince’a. Shane powrócił na Survivor Series by wesprzeć Hornswoggle’a w walce z The Great Khalim. Później pojawił się dopiero na No Way Out w 2008.

#### Rywalizacja z The Legacy i opuszczenie federacji (2008-2010)
Po tym jak Vince odniósł poważną kontuzję 23 czerwca na Raw podczas Million Dollar Manii, Shane wezwał roster Raw do zjednoczenia w „trudnych czasach”. Został jednak zignorowany, pomimo pomocy Stephanie. 28 lipca na Raw, Shane pojawił się by poinformować, że nowym Generalnym Managerem Raw zostanie Mike Adamle. Po tym jak Adamle zrezygnował z tej posady, on i Stephanie stali się głównymi rządzącymi Raw. 24 listopada na Raw, Shane i Stephanie zaczęli się kłócić o to, kto ma większą władzę, po czym Stephanie stwierdziła, że Raw należy do niej. Po otrzymaniu ciosu w twarz od Stephanie, Shane zakończył segment, twierdząc, że od tego dnia będzie obserwował Stephanie „prowadzącą Raw do ruiny”.
Na początku 2009 Randy Orton zaczął rywalizację z rodziną McMahon. 19 stycznia na Raw Orton wykonał cios w głowę Mr. McMahona. W kolejnym tygodniu Shane powrócił do telewizji i zaatakował Ortona, przechodząc face turn. Shane zmierzył się z Ortonem w No Holds Barred matchu na gali No Way Out, lecz nie zdołał pokonać rywala. Na kolejnym Raw, Shane wyzwał Ortona na Unsactioned match. Walka zakończyła się wykonaniem przez Ortona Punt Kicku na głowie Shane’a oraz wykonaniem RKO na Stephanie.
Shane powrócił 30 marca na Raw i wraz z Triple H i Vince’em zaatakował The Legacy (Randy’ego Ortona, Teda DiBiasego i Cody’ego Rhodesa). 6 kwietnia na Raw ogłoszono, że Shane weźmie udział w Six-Man Tag Team matchu przeciwko The Legacy na gali Backlash, a jego partnerami będą Triple H i powracający do ringu Batista. Dodatkową stypulacją było to, że jeżeli którykolwiek członek drużyny Ortona przypnie któregokolwiek członka drużyny Triple H, Orton odzyska WWE Championship od Triple H. Jednakże jeżeli drużyna Ortona zostałaby zdyskwalifikowana lub odliczona pozaringowo, Triple H obroniłby tytuł. 4 maja na Raw, Legacy kontuzjowało Shane’a w celu wyeliminowania go z rywalizacji.
McMahon opuścił WWE na początku 2010, by zacząć karierę biznesową.

### Powrót do WWE (od 2016)
22 lutego 2016 na odcinku Raw, Vince McMahon wręczył swojej córce Stephanie nagrodę „Vincent J. McMahon Legacy of Excellence”. Kiedy Stephanie chciała wypowiedzieć się odnośnie do wygranej, przerwał jej powracający do WWE Shane McMahon. Shane skonfrontował się z ojcem i siostrą, wytykając im błędy. Zażądał pełnej kontroli nad Raw, jednocześnie grożąc ojcu, że jeżeli nie otrzyma od niego kontroli nad tygodniówką, wyjawi jeden z jego sekretów. Vince zgodził się pod warunkiem, że Shane wygra Hell in a Cell match na WrestleManii z The Undertakerem. Undertaker powrócił na Raw tydzień później, by odnieść się do wydarzeń. Stwierdził, że „krew Shane’a nie spocznie na jego dłoniach, lecz na dłoniach Vince’a”. 14 marca na Raw, Shane i Undertaker wdali się w bójkę, po kolejnej konfrontacji. Tydzień później Vince McMahon zapowiedział, że „jeśli The Undertaker przegra, to będzie to jego ostatnia WrestleMania”. Na gali został pokonany w walce z Undertakerem; podczas pojedynku wspiął się na klatkę Hell in a Cell i zeskoczył z niej wprost na stół komentatorski, nie trafiając Elbow Dropem w Undertakera.
Pomimo porażki na WrestleManii, Shane stał się Generalnym Menedżerem podczas najbliższych tygodniówek Raw dzięki wsparciu fanów. Na gali Payback, Vince McMahon podjął ostateczną decyzję: tygodniówkę Raw mają wspólnie prowadzić Shane i Stephanie. 11 lipca, Vince powołał Shane’a na stanowisko komisarza tygodniówki SmackDown, zaś Stephanie – na stanowisko komisarza tygodniówki Raw. 18 lipca, Mick Foley został wybrany przez Stephanie na stanowisko Generalnego Menedżera Raw, zaś Daniel Bryan został wyznaczonym przez Shane’a Generalnym Menedżerem SmackDown. Na gali SummerSlam pojawił się w ringu po tym jak Brock Lesnar pokonał Randy’ego Ortona po technicznym nokaucie; po próbie uspokojenia Lesnara otrzymał od niego F-5. 8 listopada na odcinku tygodniówki SmackDown zgodził się na zastępstwo kontuzjowanego barona Corbina w drużynie SmackDown w 5-on-5 Survivor Series Tag Team matchu na gali Survivor Series przeciwko drużynie Raw. Podczas pojedynku odniósł lekką kontuzję po utrzymaniu ruchu Spear od Romana Reignsa, lecz jego drużyna wygrała walkę.
Na początku 2017, McMahon rozpoczął rywalizację z AJ Stylesem. Nakazał Stylesowi bronić tytułu w walce z powracającym Johnem Ceną na gali Royal Rumble, a także w Elimination Chamber matchu na tytułowej gali. Styles stracił pas na rzecz Ceny, jak również nie udało mu się odzyskać tytułu na gali Elimination Chamber. Podstawą rywalizacji Stylesa i McMahona było to, że Styles domagał się miana pretendenta do tytułu na WrestleManii 33, lecz pomimo kilku zwycięstw oficjalnym pretendentem stał się Randy Orton. 14 marca podczas tygodniówki SmackDown Live, zirytowany Styles brutalnie zaatakował McMahona, między innymi tłukąc szybę auta głową McMahona. Styles został zwolniony przez generalnego menedżera Daniela Bryana, lecz McMahon przywrócił go do pracy i wyzwał do walki na WrestleManii. Pojedynek wygrał Styles.

## Kariera biznesowa
W listopadzie 2006 roku, McMahon i Prezydent WWE Canada Carl DeMarco udali się do Brazylii, gdzie sfinalizowali transakcję pozwalającą emisję Raw i SmackDown! w tamtym kraju. We wrześniu 2008, McMahon sfinalizował kolejną transakcję, tym razem w Meksyku, dzięki czemu Raw zaczęto emitować na kanale Televisa, zaś SmackDown na TV Azteca.
1 stycznia 2010 Shane McMahon odszedł z federacji WWE bez oficjalnego podania przyczyn; powrócił do niej w 2016. 3 sierpnia 2010 McMahon podpisał kontrakt z China Broadband Inc., zostając jej nowym dyrektorem generalnym. McMahon należy również do rady dyrektorów w International Sports Management, reprezentującej takie talenty jak Ernie Els i (wcześniej) Rory McIlroy.
W latach 2010–2013 był dyrektorem generalnym You On Demand, pierwszego serwisu filmów na żądanie i pay-per-view w Chinach. Od 2013 roku jest wiceprezesem zarządu You On Demand.

## Życie osobiste
We wrześniu 1996 roku McMahon poślubił Marissę Mazzolę. Mają trzech synów: Declana Jamesa (ur. 13 lutego 2004), Kenyana Jessa (ur. 22 marca 2006) i Rogana Henry’ego (ur. 20 stycznia 2010)

### Filmografia
| Rok  | Tytuł          | Rola                 | Notatki      |
| ---- | -------------- | -------------------- | ------------ |
| 1999 | Beyond The Mat | Jako: On sam         | Dokumentalny |
| 2002 | Rollerball     | American Media Mogul |              |

| Rok  | Tytuł                    | Rola        | Notatki  |
| ---- | ------------------------ | ----------- | -------- |
| 2019 | Agenci NCIS: Los Angeles | Agent Evans | epizod 1 |

### Gry komputerowe
| Rok  | Tytuł                            | Notatki |
| ---- | -------------------------------- | ------- |
| 1999 | WWF Attitude                     |         |
| 1999 | WWF WrestleMania 2000            |         |
| 2000 | WWF No Mercy                     |         |
| 2000 | WWF SmackDown!                   |         |
| 2000 | WWF SmackDown! 2: Know Your Role |         |
| 2001 | WWF SmackDown! Just Bring It     |         |
| 2002 | WWE WrestleMania X8              |         |
| 2006 | WWE SmackDown vs. Raw 2007       |         |
| 2007 | WWE SmackDown vs. Raw 2008       |         |
| 2008 | WWE SmackDown vs. Raw 2009       |         |
| 2012 | WWE '13                          |         |
| 2014 | WWE SuperCard                    |         |
| 2015 | WWE 2K16                         |         |
| 2016 | WWE 2K17                         |         |
| 2016 | WWE Champions                    |         |
| 2017 | WWE 2K18                         |         |
| 2017 | WWE Mayhem                       |         |
| 2018 | WWE 2K19                         |         |

## Mistrzostwa i osiągnięcia
- Pro Wrestling Illustrated
  - Feud roku (2001) vs. Vince McMahon
  - Debiutant roku (1999)1[73]
  - PWI umieściło go na 245. miejscu w top 500 wrestlerów rankingu PWI 500 w 1999[74]
- World Wrestling Federation
  - WWF European Championship (1 raz)[75]
  - WWF Hardcore Championship (1 raz)[75]
- Wrestling Observer Newsletter
  - Najgorszy feud (2006) z Vince’em McMahonem vs. D-Generation X (Shawn Michaels i Triple H)

1McMahon odmówił przyjęcia nagrody.